# Le Chêne d'Allouville
Pour plus de détails, voir Fiche technique et Distribution.
Le Chêne d'Allouville (aussi connu sous le titre Ils sont fous ces Normands) est une comédie française réalisée par Serge Penard en 1981. 
La commune d'Allouville-Bellefosse située près d'Yvetot, en plein pays de Caux, abrite vraiment l'un des plus vieux arbres de France, le fameux chêne d'Allouville, éponyme du film.

## Synopsis

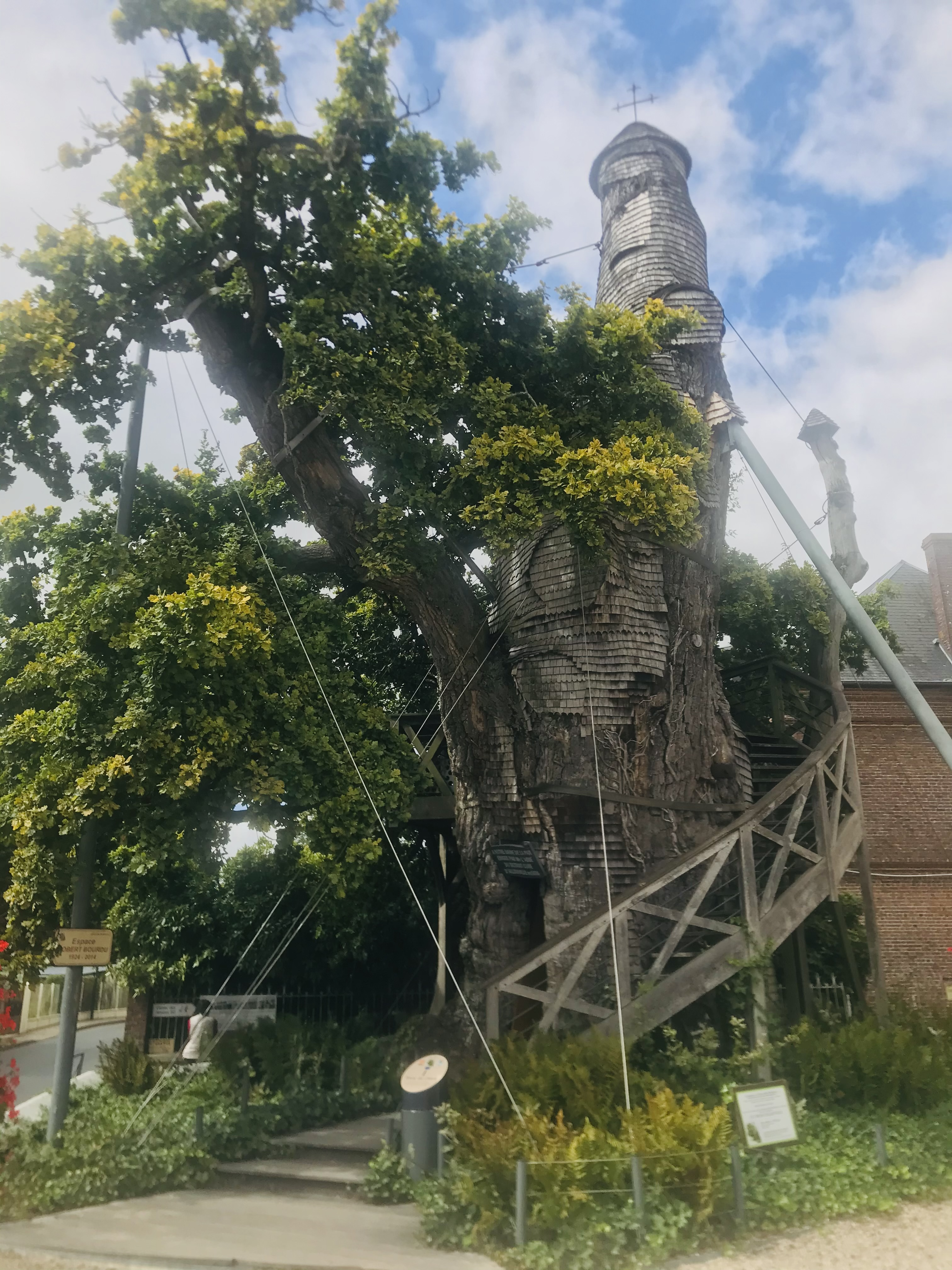
Le chêne d'Allouville

Le petit village normand d'Allouville s'enorgueillit de son chêne millénaire. Mais un jour, un projet d'élargissement menace l'arbre. Le député Charles Crétois tient à ce projet qui lui permet de continuer la spéculation à laquelle il se livre sur certains terrains. Il est soutenu par le maire d'Allouville auquel il a promis la Légion d'honneur. Mais tout le village manifeste : pour sauver le chêne, ils vont barricader le village et se défendre contre les CRS…

## Fiche technique
- Réalisation : Serge Penard
- Scénario : Serge Penard d'après le roman d'Alphonse Boudard
- Dialogues : Alphonse Boudard
- Musique :  Olivier Dassault
- Année : 1981
- Durée : 95 minutes
- Genre : comédie
- Date de sortie : 18 mars 1981 en France

## Distribution
- Jean Lefebvre : Albert Lecourt
- Bernard Ménez : Bernard Lecourt, le curé
- Henri Guybet : François Lecourt
- Pierre Tornade : Henri Brainville, le maire
- Philippe Nicaud : Charles Crétois, le député
- Isabelle Gautier : Marylène Brainville
- Jean-Pierre Darras : Le ministre de la culture
- François Dyrek : Roger Dubois
- Catherine Morin : Prisca, la journaliste
- Nicolas Peyrac : lui-même
- Max Meynier : L'animateur
- Christophe Guybet : Gérard Crétois
- Jean-Claude Poirot : Le préfet
- Alphonse Boudard : Le guide
- Jean-Luc Moreau : Le metteur en scène
- Denise Bailly : Mélie
- Jacques Giraud : Le brigadier

... Et les habitants de la commune d'Allouville-Bellefosse.